# MAN Energy Solutions
MAN Energy Solutions SE, fino al 2018 nota come MAN Diesel & Turbo SE, è una società europea divisione della MAN SE, con sede ad Augusta, in Germania. La produzione è costituita da alcuni dei più grandi e potenti motori diesel, utilizzati principalmente sulle navi, ma anche nelle centrali elettriche, turbomacchine e turbocompressori.
La socièta è nata dalla fusione avvenuta nel 2010 tra la MAN Diesel SE e la MAN Turbo.